# Маловци
Маловци (на гръцки: Ηλιόλουστο, Илиолусто, на катаревуса: Ηλιόλουστον, Илиолустон, до 1927 година Μελάφτσα, Мелафца) е село в Република Гърция, дем Кукуш, oбласт Централна Македония с 460 жители (2001).

## География
Селото е разположено на около 17 километра северозападно от град Кукуш (Килкис) и югозападно от демовия Хърсово (Херсо).

## История

### В Османската империя
В XIX век Маловци е българско село в каза Аврет Хисар (Кукуш) на Османската империя. В „Етнография на вилаетите Адрианопол, Монастир и Салоника“, издадена в Константинопол в 1878 година и отразяваща статистиката на населението от 1873 година, Маловец (Malovetz) е посочено като селище с 8 домакинства, като жителите му са 34 българи.
Според статистиката на Васил Кънчов („Македония. Етнография и статистика“) в 1900 година селото има 50 жители българи християни.
Населението на селото е под върховенството на Българската екзархия. По данни на секретаря на Екзархията Димитър Мишев („La Macédoine et sa Population Chrétienne“) в 1905 година Маловци (Malovtzi) е село със 104 жители българи екзархисти.
При избухването на Балканската война в 1912 година 3 души от Маловци са доброволци в Македоно-одринското опълчение.

### В Гърция
В 1913 година след Междусъюзническата война селото попада в Гърция. Част от населението му се изселва в България и на негово място са настанени гърци бежанци. През 1927 години селото е прекръстено на Илиолусто. В 1928 година селото е смесено местно-бежанско със 78 семейства и 252 жители бежанци.

## Личности
Родени в Маловци
- Гоце Андонов, македоно-одрински опълченец, 20-годишен, земеделец, неграмотен, четата на Иван Ташев с четата на Рума Делчева, 1 рота на 14 воденска дружина[8]
- Милан Христов (1885 – ?), македоно-одрински опълченец, Кукушка чета, 2 рота на 14 воденска дружина[9]
- Мицо Лазаров (1890 – ?), македоно-одрински опълченец, 3 рота на 3 солунска дружина[10]